# Dany-Robert Dufour
Pour les articles homonymes, voir Dufour.
Dany-Robert Dufour, né en 1947, est un philosophe français contemporain. Il a été professeur de philosophie de l'éducation à l’université Paris-VIII jusqu'en 2015, puis détaché au CNRS dans une équipe de psychanalyse entre 2000 et 2004, ensuite directeur de programme au Collège international de philosophie de 2004 à 2010, et enfin résident à l'Institut d'études avancées de Nantes en 2010-2011.
Il enseigne régulièrement à l’étranger, en particulier au Brésil, Colombie et au Mexique. Il collabore régulièrement à des activités artistiques (littérature, musique, théâtre), collaborant notamment au spectacle Bleib de Michel Schweizer. Son travail porte principalement sur les systèmes et les processus symboliques et se situe à la jonction de la philosophie du langage, de la sémiologie, de la philosophie politique et de la psychanalyse.

## Pensée

### L'homme – sa faiblesse et sa grandeur
L'homme est une espèce caractérisée par sa néoténie : l'homme naît inachevé (la boîte crânienne non soudée, l'absence de pilosité et la faiblesse de l'appareil musculaire). C'est ce qui fait l'homme inapte aux exigences dures conditionnées par la nature et qui l'a poussé à inventer la culture.
Cette condition humaine néotène peut être à la fois et sa faiblesse et sa grandeur :  

« Nous ne sommes pas fixés dans un monde qui est naturel, nous participons à un autre monde qui est celui du langage, de la culture, dans lequel les significations sont extrêmement mouvantes, sujettes à fluctuations et manipulations. C’est notre fragilité fondamentale. Mais cette fragilité est aussi la beauté de l’homme, cela le sort du règne animal, et lui permet de chercher sa voie, sa route. C’est au fond par là qu’a commencé la Renaissance, avec le fameux discours de la dignité humaine de Pic de la Mirandole : vous n’êtes pas finalisés pour être ici plutôt qu’ailleurs, c’est donc que vous devez vous achever vous-mêmes. C’est une très belle mission, car c’est la part de liberté que Dieu, s’il existe, nous laisse. Pour une part, vous êtes formatés, mais pour une autre, c’est à vous de vous créer, pour le meilleur et pour le pire. »

### Construction du «Grand Sujet»
La culture est pour Dany-Robert Dufour, constituée d'une intersubjectivité où un je parle avec un tu d'un il. Entre les parlants présents le il est une symbolisation de quelque chose qui est absent. Cette symbolisation du néotène se substitue à l'animal dominant la meute chez les autres animaux plus aptes aux exigences dures de la nature. Dany-Robert Dufour dénomme ce dominant abstrait le Grand Sujet désignant des forces symboliques variées au cours de l'histoire : le Totem, des Esprits, les dieux de la phusis grecque, le Dieu omnipotent monothéiste, le Roi de droit divin, le prolétariat, voire la Race, et, de nos jours, le marché néolibéral.

### Déconstruction de la société (néo)libérale
Dans trois livres, Dany-Robert Dufour tente de démontrer comment l'homme de nos jours est tombé sous l'influence d'un nouveau "Grand Sujet" : le néolibéralisme.

#### Homme post-moderne
Dans L'Art de réduire les têtes, Dany-Robert Dufour s'interroge sur la mutation post-moderne (ce que Jean-François Lyotard appelle « la fin des grands récits ») qui laisse le sujet contemporain en panne de récits fondateurs. Or, ce nouveau sujet flexible peut s'accorder bien mieux que l'ancien sujet critique aux flux toujours mouvants de la circulation de la marchandise.

#### Nouvelle religion
Dans Le Divin Marché, la révolution culturelle libérale, D.-R. Dufour tente de montrer que, bien loin d'être sortis de la religion, les hommes sont sous l'emprise d'une nouvelle religion conquérante, le Marché, fonctionnant sur un principe simple, mais redoutablement efficace, mis au jour par Bernard de Mandeville en 1705 : « Les vices privés font la vertu publique ». Ce miracle est permis par l'intervention d'une Providence divine (cf. la « main invisible » postulée par Adam Smith).
Plus généralement, ce livre décrit et analyse les effets potentiellement dévastateurs du principe libéral, non seulement dans l'économie marchande, mais aussi et surtout dans les autres grandes économies humaines : les économies politique, symbolique, sémiotique et psychique - sans oublier celle qui les englobe toutes, l'économie du vivant.

#### Égoïsme absolu
Dans La Cité perverse - libéralisme et pornographie (octobre 2009), Dany-Robert Dufour tente de montrer que la crise économique et financière ouverte en octobre 2008 a eu au moins un bienfait. Elle a mis à nu les mécanismes pervers qui régissent aujourd'hui le fonctionnement de la Cité.
Nous vivons dans un univers qui a fait de l'égoïsme, de l'intérêt personnel, du self-love son principe premier. Ce principe commande désormais tous les comportements, ceux de l'« hyperbourgeoisie » ou des bandes de jeunes délinquants comme ceux des classes intermédiaires. Il nous conduit à vivre dans une Cité perverse. Pornographie, égotisme, contestation de toute loi, acceptation du darwinisme social, instrumentalisation de l'autre : notre monde est devenu sadien. Il célèbre désormais l'alliance d'Adam Smith et du marquis de Sade. À l'ancien ordre moral qui commandait à chacun de réprimer ses pulsions et ses désirs, Dufour tente de montrer que s'est substitué un nouvel ordre incitant à les exhiber, quelles qu'en soient les conséquences. Sade avait tellement bien donné à voir ce que serait un monde soumis au principe de l'égoïsme absolu qu'il avait fallu l'emprisonner 27 ans de sa vie et l'enfermer pendant deux siècles dans l'enfer des bibliothèques. Dany-Robert Dufour explore en détail le retour de Sade, d'abord masqué, puis à découvert au XXe siècle, et le monde qui en résulte.

### Reconstruction de la civilisation humaniste
Estimant avoir suffisamment déconstruit l'anthropologie libérale dans ses précédents travaux Dany-Robert Dufour entreprend désormais un travail constructif, à la recherche des nouveaux axiomes possibles pour une véritable politique de civilisation.

#### Renaissance 2.0
L'individu qui vient… après le libéralisme, constitue donc une nouvelle étape dans le travail de Dany-Robert Dufour. Il part tout d'abord du constat que la civilisation occidentale, après avoir surmonté en un siècle les deux séismes majeurs que furent le nazisme et le stalinisme, se trouve désormais emportée par le libéralisme d'aujourd'hui, l'ultra et le néolibéralisme. Il en résulte une crise générale d'une nature inédite : politique, économique, écologique, morale, subjective, esthétique, intellectuelle…
Dufour ne voit cependant nulle fatalité dans cette troisième impasse historique en un siècle. En philosophe, il s'interroge sur les moyens de résister à ce dernier totalitarisme en date qui altère et détruit progressivement les différentes économies humaines. Dufour ne voit d'autres solutions que de reprendre les choses là où elles ont été interrompues par le triomphe de cette religion immanente et matérialiste, le divin Marché. Laquelle fonctionne, comme toute religion, sur une promesse : le salut par l'augmentation sans fin de la richesse. Fuite en avant qui mène tout droit, pour Dufour, à la dévastation du monde. Pour obvier à ce sort, Dufour propose de revenir au cœur de la civilisation occidentale afin d'y trouver les principes nécessaires à la refondation du monde.
Pour ce faire, il propose la perspective d'une nouvelle Renaissance. Une nouvelle dynamique du type de celle du Quattrocento, initiée par Pic de la Mirandole, qui a su retrouver les fondements grecs de la civilisation et s'y appuyer pour dépasser l'enlisement dans des dogmes obscurs. Dufour propose donc de reprendre le processus civilisationnel là où il fut interrompu pour qu'advienne l'individu enfin réalisé, fruit de la civilisation occidentale, osant enfin penser et agir par lui-même tout en reconnaissant à l'autre les mêmes droits à l'individualisation que les siens. Soit un individu guéri de l'égoïsme actuellement érigé en loi universelle (le self-love d'Adam Smith) et prévenu contre toutes les formes de grégarité (celles des barbaries récentes des foules fanatisées et des masses collectivisées et celle, actuelle, de la tyrannie sans tyran de la consommation de masse).

#### Dévastation, altération, refondation
Dans Le Délire occidental et ses effets actuels dans la vie quotidienne : travail, loisir, amour, 2014, Dany-Robert Dufour part de ce que Descartes proposait dans Le discours de la méthode, fondement de la raison moderne : que les hommes « se rendent comme maîtres et possesseurs de la nature ». Un tournant dans l'aventure humaine qui a entraîné le développement progressif du machinisme et du productivisme, jusqu'à l'inflation technologique actuelle affirmée comme valeur suprême. D'une part, la toute-puissance et l'illimitation des prétentions humaines qu'il contient ne peuvent que rencontrer l'obstacle : notre terre réagit déjà vigoureusement aux différents saccages en cours. D'autre part, ce délire altère considérablement les trois sphères fondamentales de la vie humaine que sont le travail, le loisir et l'amour en les vidant de tout sens. 
- Le travail n'est plus créateur, mais aliénant et désubjectivant par une division du travail de plus en plus poussée (taylorisme, fordisme, toyotisme, lean managment).
- Le loisir, autrefois otium, temps de travail sur soi, est désormais envahi par la consommation.
- Quant à l'amour, il est profondément reconfiguré par deux moyens. Le premier a consisté à transformer l’érotisme en pornographie. Le second a consisté à promettre la réalisation pleine et entière de tous les fantasmes.

Reste à construire une nouvelle raison libérée de ce délire.

##### Trois délires...
Dans La situation désespérée du présent me remplit d’espoir (2016), Dany-Robert Dufour essaie de montrer que le délire occidental, fondé sur un "vouloir avoir toujours plus" (ce que les Grecs nommaient pléonexie, l’avidité) ne pouvait que susciter, par contrepoint, un désir de pureté. Lequel pouvait  se transformer en un nouveau délire d’allure fondamentaliste, celui du jihadisme par exemple où la recherche d’une pureté, garantie par un retour à l’alliance originelle avec Dieu, peut se transformer en souillure absolue par le massacre furieux et spectaculaire des « mécréants ». Mais ce n’est pas tout puisque ce second délire peut à son tour en engendrer un troisième, le délire identitaire, qui peut se transformer en guerre civile par la recherche et l’extermination des corps « étrangers ».
C'est pourquoi, pour Dany-Robert Dufour, la question philosophique actuelle peut se formuler ainsi : comment sortir de ces impasses ?

## Publications

### Essais
- Le Bégaiement des maîtres : Lacan, Émile Benveniste, Lévi-Strauss, Rééd. Arcanes, 1988
- Les Mystères de la trinité, Bibliothèque des Sciences humaines, Gallimard, 1990
- Folie et démocratie, Gallimard, 1996
- Lacan et le miroir sophianique de Boehme, EPEL, 1998
- Lettres sur la nature humaine à l'usage des survivants, Petite bibliothèque philosophique, Calmann-Lévy, 1999
- L'Art de réduire les têtes : sur la nouvelle servitude de l'homme libéré à l'ère du capitalisme total, Denoël, 2003
- On achève bien les hommes : de quelques conséquences actuelles et futures de la mort de Dieu, Denoël, 2005
- Le Divin marché, Denoël, 2007, Folio, 2012  (ISBN 978-2207259146)
- La Cité perverse, Denoël, 2009, Folio, 2012  (ISBN 978-2207261200)
- « La fin du grand récit libéral » in Regards sur la crise. Réflexions pour comprendre la crise… et en sortir, ouvrage collectif dirigé par Antoine Mercier avec Alain Badiou, Miguel Benasayag, Rémi Brague, Alain Finkielkraut, Élisabeth de Fontenay…, Paris, Hermann, 2010
- L'individu qui vient… après le libéralisme, Denoël, 2011  (ISBN 978-2-207-11005-8)
- Il était une fois le dernier homme, Denoël, 2012  (ISBN 978-2-207-11380-6)
- Le Délire occidental et ses effets actuels dans la vie quotidienne : travail, loisir, amour, Paris, Les liens qui libèrent, 2014, 312 p. (ISBN 979-10-209-0147-7)
- Pléonexie : [Dict : "Vouloir posséder toujours plus"], Lormont, Le Bord de l'eau, 2015, 133 p. (ISBN 978-2-35687-412-2)
- La situation désespérée du présent me remplit d'espoir : face à trois délires politiques mortifères, l'hypothèse convivialiste, broché, 2016
- Mandeville, Édition de cinq textes dans la traduction de 1740 revue et corrigée, avec une présentation et une introduction (100 pages) de Dany-Robert Dufour, Agora, Paris, 2017.
- Le code Jupiter - Philosophie de la ruse et de la démesure, sous le pseudonyme de Démosthène, Équateurs, 2018[13].
- Baise ton prochain : Une histoire souterraine du capitalisme, Actes Sud, 2019  (ISBN 978-2-330-13179-1)
- Fils d'anar et philosophe, entretiens avec Thibault Isabel, éditions R&N, 9 février 2021, 250 p.,  (ISBN 979-10-96562-21-3)
- Le Dr Mabuse et ses doubles. L'art d'abuser d'autrui, Actes sud, 2021  (ISBN 978-2-330-15787-6)
- Le phénomène trans - Le regard d'un philosophe, Paris, Le Cherche midi, collection « Documents », 2023,  (ISBN 978-2-7491-7679-6), présentation sur le site de l'éditeur [lire en ligne]

### Roman
- Les Instants décomposés, Julliard, 1993

## Articles
- Dany-Robert Dufour, « Naissance du droit sado-libéral », Libertés n°317,‎ septembre 2017 (lire en ligne)
- Dany-Robert Dufour, « Les peuples souffrent de la perte de leur culture », L'inactuelle,‎ 28 février 2019 (lire en ligne)